# Mara Janković
 Mara Janković (serbisch-kyrillisch Мара Јанковић; * 8. März 1926 in Zemun als Mara Popović, serbisch-kyrillisch Мара Поповић; † 8. März 2009 in Belgrad) war eine jugoslawische bzw. serbische Pop- und Jazzsängerin.
Janković startete eine Karriere als Gesangssolistin; 1946 trat sie in Ljubljana mit dem Orchester von Bojan Adamič auf, der auch für sie arrangierte. 1952 schloss sie sich dem Vokalquartett von Predrag Ivanović an, in dem sie bis zur Auflösung der Gruppe 1974 blieb. Mit dem Quartett hatte sie mehrere Hits in Jugoslawien und trat in ganz Europa auf. Als Solistin gab sie zahlreiche Konzerte mit Jazz Orchester von Radio Belgrad unter der Leitung von Vojislav Bubiša Simić (auch hier kam es zu Tonaufnahmen). 1970 trat sie in einer Folge von Jedan covek - jedna pesma auf. 1975 zog sie sich aus der Musik zurück; sie starb im Alter von 83 Jahren in Belgrad.